# Twin (Alabama)
Pour les articles homonymes, voir Twin.
Twin est une municipalité américaine située dans le comté de Marion en Alabama.
Selon le recensement de 2010, sa population est de 399 habitants. La municipalité s'étend sur 3,37 milles carrés (8,73 km2).
Twin est incorporée le 6 août 2002.

## Démographie
| 2000 | 2010 | - | - |
| ---- | ---- | - | - |
| 201  | 399  | - | - |